# Verjus
A verjus (zöldlé), illetve régies magyar nevén agres vagy egresvíz többnyire éretlen szőlőszemek kipréselt leve, melyet a gasztronómiában savanyításra használnak.

## Története
Valószínűleg a Közel-Keletről terjedt el és használata idősebb lehet a borkészítésnél. Egyes értelmezések szerint már Mózes 4. könyvében is szerepel (6:4). Az ecet (és főleg a citrom) újkori elterjedése előtt ez volt a legfontosabb savanyítószer. Európában a középkorban széles körben használták, de még Bornemisza Anna 1680-ban elkészült szakácskönyvében is jó néhány receptben szerepel összetevőként vagy mint késztermék (egresvíz), vagy konkrétan az éretlen, zöld szőlőszemek (egres).
Gyógyászati felhasználásra először Hippokratész ajánlja fekélyekre az i. e. 5. században, majd Plinius Omphakion néven orvosságként hivatkozik rá a Naturalis Historia 12. könyvében (60. fejezet) és leírja, hogy kétféleképpen készítik: éretlen, még fehér olajbogyó olajának és éretlen, zöld szőlőszemek levének kipréselésével. A 13. könyv 2. fejezetében hozzáteszi, hogy az óegyiptomi gyógyításban a mendesium-balzsam és az ún. rózsabalzsam előállításához is felhasználták.
További gyógyászati utalás a 800 körül íródott Bambergi kódexben található. Az umfacio néven hivatkozott éretlen szőlőt minden kolostor patikájának alapkészleteként sorolja fel, valamint kissé egyedi latinnal „id est musto de uvas agrestes” (ez az éretlen szőlőnek a leve) pontosan meg is határozza és gyomorpanaszok kezelésére ajánlja. A 11–13. század között aztán a fájdalomcsillapítástól a sebgyógyításig, a torokfájástól a lázcsillapításig egyre több nyavalyára kezdték használni. Legkésőbb a 13. század közepére már minden patikus tartott mézes Syrupus de agresta-t, ami aztán a pestis kezelésénél játszott fontos szerepet. A kímélő diétáknak egészen a 18. századig fontos része volt, de az orvos- és gyógyszertudomány fejlődésével később elvesztette gyógyító szerepét.
Ókori konyhai felhasználására ugyan nem találunk írásos bizonyítékot, de ez inkább a források csekély számával magyarázható, semmint a felhasználás hiányával. Több kutató szerint az egyiptomiak, a perzsák, a föníciaiak és a görögök is használták. Iránban (abe goureh), Törökországban (koruk suyu) és Libanonban (hosrum) ma is elterjedt. A középkorban, egészen a reneszánszig fontos szerepe volt, a legjelentősebb 14. századi francia szakácskönyvekben a receptek 42%-a tartalmazta alapanyagként.
A 19. század folyamán az olcsó ipari ecet és – a vasutak megjelenésével tömegesen importálni kezdett – citrom megjelenésével Közép- és Nyugat-Európában, így Magyarországon is kikopott a használatból. Csak néhány regionális konyhában maradt meg Franciaországban és Katalóniában. Legközelebb az 1980-as években kezdtek vele kísérletezni francia borászok, és az ő hatásukra az új francia konyha képviselői is. Rajtuk keresztül jött újra divatba és terjedt el mint a kifinomult, modern konyhaművészet alapanyaga.

## Etimológia
Korabeli magyar elnevezése a latin agresta szóból ered, ami éretlen szőlőt jelent és maga az agrestis (mezei, vadon termő) kifejezés az ager (mező, szántóföld) szó származéka. Ebből lett először egrest, majd a zavaró, tárgyragnak érződő -t elhagyásával egres, illetve egresvíz, egreslé.

## Elkészítése
A lédús, de még éretlen szőlőszemeket kipréselik és szűrik. Készülhet a fürtritkítás során leszedett fürtökből, vagy hónaljhajtásokon képződött másodtermésekből. A kezeletlen lé csak rövid ideig eltartható, ezért a középkorban sót adtak hozzá, illetve a hordóba, amelyben tartották olívaolajat öntöttek, ami megakadályozta a lé levegővel való érintkezését. Manapság többnyire pasztőrözik, de a friss íz megőrzése érdekében szokták hűtéssel is tartósítani.

## Élettani hatása
Egy 2008-as tanulmány szerint az éretlen szőlő leve csekély cukortartalommal, viszont magas titrálható savtartalommal, polifenol-tartalommal, illetve cukormentes extrakttartalommal jellemezhető. A cukortartalom és az összpolifenol-tartalom alakulása nagymértékben függ a szüret idejétől. A jelentős mennyiségű borkősav- és káliumtartalom miatt fokozott a borkő kiválásának a veszélye. A verjus kedvező humánélettani hatású termék; számos kardioprotektív hatású, vagyis a szív- és érrendszeri megbetegedések elleni védőhatással rendelkező polifenol (galluszsav, kaftársav, kávésav, katekinek, quercetinek) található benne. Ezek a még kevés cukrot tartalmazó mustban viszonylag nagy mennyiségben jelen levő összetevők egyébként kissé fanyar, húzós jelleget adnak a terméknek. A polifenolokban gazdag szőlőlének számos további biológiai aktivitást tulajdonítanak: antioxidáns, gyulladáscsökkentő.

## Felhasználása
A gasztronómiában főleg salátaöntetekhez és mártásokhoz használják. Gyengéd savassága miatt kevésbé tolakodó mint az ecet és jobban passzol az ételhez felszolgált borokhoz is. Egy időben a dijoni mustár is arról volt híres, hogy ecet helyett verjust használnak hozzá, de manapság itt visszatértek az ecethez, főleg a dijoni mustár népszerűsége miatt: egyszerűen nem áll rendelkezésre annyi verjus, hogy az ipari mennyiségben előállított mustárhoz elegendő legyen. A csúcsgasztronómiában a régi receptek újra feltalálásának jegyében húsokat és halat is készítenek benne. A citrusok levéhez hasonlóan alkalmas a halak, rákok és puhatestűek (kagylók, csigák) húsának hőkezelés nélküli „főzésére” is.
Napjainkban a magas sav- és alacsony cukortartalma miatt savanykás ízű verjus szódával felöntve divatos fröccsszerű nyári ital. A verjus szőlőmustként hozható forgalomba, a verjus-fröccs több étteremben is elérhető már, de koktélokban is használják.